# Округ Елкхарт (Индијана)
Округ Елкхарт (енгл. Elkhart County) је округ у америчкој савезној држави Индијана.

## Демографија
По попису из 2010. године број становника је 197.559, што је 14.768 (8,1%) становника више него 2000. године.
| Група             | 2000.           | 2010.           |
| Белци             | 152.421 (83,4%) | 152.555 (77,2%) |
| Афроамериканци    | 9.551 (5,2%)    | 11.307 (5,7%)   |
| Азијати           | 1.681 (0,9%)    | 1.915 (1,0%)    |
| Хиспаноамериканци | 16.300 (8,9%)   | 27.886 (14,1%)  |
| Укупно            | 182.791         | 197.559         |